# Ringicula noumeensis
Ringicula noumeensis is een slakkensoort uit de familie van de Ringiculidae. De wetenschappelijke naam van de soort is voor het eerst geldig gepubliceerd in 1880 door Morlet.